# Touchez pas au grisbi
Touchez pas au grisbi is een Franse film  van Jacques Becker die uitgebracht werd in 1954. 
Het filmscenario is gebaseerd op de gelijknamige roman (1953) van Albert Simonin. Die roman vormt het eerste deel van de trilogie Max le menteur. Ook de twee volgende delen werden verfilmd: Le cave se rebiffe (1961) is Gilles Grangiers verfilming van het gelijknamige tweede deel en Les Tontons flingueurs (1963) is Georges Lautners verfilming van het derde deel Grisbi or not grisbi.
Lino Ventura maakte zijn filmdebuut in Touchez pas au grisbi. De film was een groot kassucces. In Frankrijk hadden slechts drie films meer toeschouwers in 1954.

## Samenvatting
Max-le-menteur en Riton zijn twee zware jongens die al twintig jaar samenwerken. Ze hebben net goudstaven ter waarde van vijftig miljoen frank buitgemaakt.  Dankzij deze buit hopen ze van een onbekommerde oude dag te kunnen genieten. Riton brengt echter zijn jonge minnares Josy op de hoogte van de omvang van de buit. Josy speelt die informatie door aan de jonge drughandelaar Angelo met wie ze ook een verhouding heeft. Riton beseft te laat dat hij zijn mond heeft voorbijgepraat. Hij wordt ontvoerd door Angelo die Max laat weten dat hij Riton wil inruilen tegen de goudstaven.

## Rolverdeling
| Acteur            | Personage        | Beschrijving                       |
| ----------------- | ---------------- | ---------------------------------- |
| Jean Gabin        | 'Max le menteur' | medeplichtige van Riton            |
| Lino Ventura      | Angelo Fraisier  | leider van een rivaliserende bende |
| Jeanne Moreau     | Josy             | het vriendinnetje van Riton        |
| Dora Doll         | Lola             | het vriendinnetje van Max          |
| René Dary         | Henri Ducrot     | 'Riton'                            |
| Paul Frankeur     | Pierrot          | eigenaar van de club               |
| Daniel Cauchy     | 'Fifi le dingue' | handlanger van Angelo              |
| Michel Jourdan    | Marco            | de jonge boef                      |
| Gaby Basset       | Marinette        | de vrouw van Pierrot               |
| Marilyn Buferd    | Betty            | een minnares van Max               |
| Delia Scala       | Huguette         | de secretaresse van Oscar          |
| Denise Clair      | 'La mère Bouche' | de restauranthoudster              |
| Jean Riveyre      |                  | de kelner van de Moderna           |
| Paul Œttly        | Oscar            | heler en oom van Max               |
| Lucilla Solivani  | Nana             | een secretaresse van Pierrot       |
| Vittorio Sanipoli | Ramon            | een handlanger van Angelo          |
| Angelo Dessy      | Bastien          | een handlanger van Angelo          |
| Dominique Davray  |                  | een prostituee bij "Bouche"        |